# هافن كيمل
هافن كيمل (بالإنجليزية: Haven Kimmel)‏ (1965)؛ كاتِبة مُتخصِّصة في أدب الأطفال وروائية أمريكية.